# Able Danger
Able Danger war der Codename für ein geheimes Computerprogramm des United States Special Operations Command (SOCOM). Es sollte mögliche Mitglieder und Helfer der Terrororganisation al-Qaida und ihre Transaktionen überwachen und alle verfügbaren Daten dazu miteinander abgleichen, um Terrorzellen frühzeitig zu entdecken. Es entstand auf Anordnung von Henry H. Shelton (Vorsitzender der Joint Chiefs of Staff) im Oktober 1999 und wurde im Januar (nach anderen Angaben im April) 2001 geschlossen.
Die 9/11-Kommission, die die Ursachen der Terroranschläge am 11. September 2001 aufklären sollte, wurde 2003 über das Programm informiert, erwähnte es aber nicht in ihrem Abschlussbericht (erschienen Juli 2004). Ab Juni 2005 machte der Kongressabgeordnete Curt Weldon das Programm bekannt und gab an, es habe im Jahr 2000 vier in den USA lebende Mitglieder von al-Qaida entdeckt, die später die Attentate ausführten. Juristen im Verteidigungsministerium der Vereinigten Staaten (Departement of Defense, DoD) hätten die Weitergabe der Information an das FBI untersagt. Fünf frühere Mitarbeiter des Able-Danger-Programms bestätigten seine Angaben. Das United States Senate Select Committee on Intelligence, der zuständige Kontrollausschuss des Kongresses, überprüfte mögliche Vorkenntnisse des DoD von den Attentätern und verwarf sie im Dezember 2006 als unbelegt.
Vertreter von Verschwörungstheorien zum 11. September 2001 behaupten mit Hinweis auf Able Danger, US-Regierungsbehörden hätten von den Anschlägen vorher gewusst und sie wissentlich zugelassen (let it happen on purpose, LIHOP) oder sogar gemeinsam mit einigen Attentätern geplant (make it happen on purpose, MIHOP).

## Das Programm
Able Danger bestand im Wesentlichen aus einem aufwendigen Computerprogramm, das Verdachtsmomente im World Wide Web und allen öffentlichen Quellen sammeln und mit nichtöffentlichen Daten von US-Behörden abgleichen sollte. Mit komplexen Suchparametern sollte es Mitglieder von al-Qaida identifizieren und ihre Aktionen und Pläne erkennen, um Gegenmaßnahmen einleiten zu können. Die Datensammlung geschah beim Zentrum für Land Information Warfare Activity (LIWA), das in Fort Belvoir (Virginia), ab Sommer 2000 in Garland (Texas) stand. Die 20-köpfige Expertengruppe für das Programm wurde von dem Marineoffizier Scott Philpott geleitet. Die führende Analystin war Eileen Priesser.
Mittels des Data-Mining sollte das Programm Verbindungen zwischen einzelnen Mitgliedern terroristischer Vereinigungen aufdecken. Man wollte herausfinden, ob sich über Daten aus Open Sources mögliche terroristische Aktivitäten feststellen und schnell ausführbare Operationspläne zur Ausschaltung und/oder Gefangennahme von Terroristen aufstellen lassen. Dazu erstellte das Programm detaillierte Personenlisten und Grafiken, die die Verbindungen der Terrorverdächtigen zeigten.
Das DoD gab am 1. September 2005 bekannt, Able Danger sei ein Demonstrationsprojekt gewesen, um die analytischen und technologischen Möglichkeiten des Data-Mining an großen Datenmengen zu erproben. Es habe auch versteckte Verbindungen von terrorverdächtigen Personen, darunter US-Bürgern, durch Linkanalyse aufdecken sollen, die vordergründig keine Kontakte zueinander hatten. Das Programm soll nach Berichten insgesamt 2,5 Terabyte an Daten gesammelt haben. Alle personenbezogenen Daten sollen gemäß den Regeln der US Army für ausgelaufene oder inaktive Projekte im April 2001 gelöscht worden sein. Teile des Programms sind jedoch bis heute als Geheimsache klassifiziert, weil es Teil  umfassender Maßnahmen gegen al-Qaida im Antiterrorkrieg der USA war.

## Veröffentlichungen

### Bekanntwerden (ab Juni 2005)
Der Journalist Keith Phucas machte Able Danger am 19. Juni 2005 mit einem Bericht in der Lokalzeitung Times Herald (Norristown (Pennsylvania)) bekannt. Nach Angaben von Curt Weldon habe das Programm 1999 drei damals in Brooklyn wohnhafte Mitglieder von al-Qaida identifiziert, darunter Mohammed Atta. Als das Team das FBI zu informieren gebeten habe, hätten Rechtsberater des SOCOM das Programm geschlossen, weil die Araber Green Cards besessen hätten. Dies sei Folge der missglückten Waco-Belagerung 1993 mit über 80 Toten gewesen, die dem SOCOM angelastet worden war. Wäre Atta inhaftiert worden, hätte man die späteren Anschläge eventuell verhindert oder zumindest ihre Vorbereitung unterbrochen.
Am 21. Juni 2005 bestätigte der Abgeordnete Curt Weldon (Republikaner und stellvertretender Vorsitzender des United States House Committee on Armed Services und des Komitees für Homeland Security) in einer Anhörung des Ausschusses für Informationsaustausch zwischen Geheimdiensten zur Feststellung von Terrorgefahren:
- Das SOCOM habe seit 1999 mit dem geheimen Programm „Able Danger“ Data-Mining in öffentlich zugänglichen Quellen zur Früherkennung von Terrorgefahren betrieben.
- Die CIA habe seinen Vorschlag, entsprechende Datensammlungen von 15 Geheimdiensten zusammenzuführen, damals als überflüssig abgelehnt.
- Zwei Wochen nach den Anschlägen vom 11. September 2001 habe er Kenntnis von einer Grafik erhalten, die „Able Danger“ erstellt habe. Darauf sei die Fotografie Mohammed Attas und seine Verbindung zu zwei anderen Mitgliedern der Brooklyn-Zelle verzeichnet gewesen.
- Zwei Militärmitarbeiter könnten nichtöffentlich bezeugen, dass SOCOM diese Zelle dem FBI bekannt geben wollte, aber von Juristen des Pentagons daran gehindert worden sei.
- Das 2003 gegründete National Counterterrorism Center (NCTC) sei unfähig, eine solche Übersichtsgrafik zu erstellen, weil US-Geheimdienste noch immer die Zusammenführung ihrer Datenbanken verweigerten.[4]

In einer Rede vor dem im Repräsentantenhaus der Vereinigten Staaten am 27. Juni bekräftigte Weldon:
- Able Danger habe vier der späteren 9/11-Entführer identifiziert, darunter Mohammed Atta,
- SOCOM habe die Weitergabe der Daten an das FBI verweigert,
- Mitarbeiter von Able Danger hätten ihre Kenntnisse Vertretern der 9/11-Kommission vorgelegt, diese habe die Information aber ignoriert.[5]

In seinem Buch Countdown to Terror, erschienen am 25. Juli 2005, gab Weldon an, er habe Stephen Hadley, Sicherheitsberater von George W. Bush, am 25. September 2011 eine Grafik gezeigt, die das Able-Danger-Programm 1999 entwickelt habe. Darauf seien die Verbindungen Mohammed Attas und der berühmten Brooklyn-Zelle verzeichnet gewesen. Weldon wollte damit die Dringlichkeit eines nationalen Antiterrorzentrums unterstreichen, das er seit 1999 vergeblich gefordert hatte und das Bush im Januar 2003 einrichten ließ. Am 14. August 2005 erklärte Weldon, er habe Hadley die einzige Kopie jener Grafik überlassen und könne daher nicht belegen, ob Attas Fotografie und Name darauf verzeichnet war.
Ab August 2005 erschienen erste Presseberichte dazu. Die monatlich erscheinende Fachzeitschrift Government Security News berichtete in ihrer Augustausgabe:
- Ein Mitarbeiter von Able Danger, der anonym bleiben wolle, habe Weldons „wenig beachtete“ Angaben vom 27. Juni gegenüber GSN bestätigt. Er habe dem SOCOM-Hauptquartier in Tampa (Florida) im Jahr 2000 Dokumente mit einer Fotografie Mohammed Attas von der US-Einwanderungsbehörde und Beschreibung seiner Beziehung zu Osama bin Laden übergeben und sofortige Gegenmaßnahmen des FBI empfohlen. Juristen des SOCOM hätten entschieden, dass Besitzer einer Green Card dieselben Bürgerrechte wie jeder US-Bürger besäßen und die Information über diese al-Qaida-Zelle daher nicht dem FBI übergeben werden dürfe. Sie hätten das Able-Danger-Team angewiesen, die Fotografien der Zellenmitglieder unkenntlich zu machen.
- Er habe den Stabsleiter der 9/11-Kommission Philip Zelikow persönlich darüber informiert. Aus irgendeinem „bizarren Grund“ habe Zelikow diese Information der Kommission vorenthalten.
- Nach Angaben Weldons vom 1. August 2005 wurden die früheren 9/11-Kommissionäre Timothy J. Roemer und John Lehman nie über die Entdeckung der Brooklynzelle durch Able Danger informiert.
- Weldon habe zuvor Pete Hoekstra, den Vorsitzenden des House Permanent Select Committee on Intelligence, gedrängt, die Nichtweitergabe der Erkenntnis Able Dangers an das FBI zu untersuchen. Hoekstra habe tagelang niemand im Pentagon gefunden, der Able Danger kannte oder seine Existenz bestätigen wollte.[8]

### Erklärung der 9/11-Kommission (12. August 2005)
Am 8. August 2005 bestätigte Alvin S. Felzenberg, ehemals Sprecher der 9/11-Kommission: Mitarbeiter von Able Danger hätten den Kommissionsstab, darunter Philip Zelikow, im Oktober 2003 über das Programm informiert. Sie hätten dabei jedoch weder Mohammed Atta noch eine Brooklyn-Zelle erwähnt. Stabsmitglieder, die bei dem Treffen dabei waren, hätten ihm versichert, ihnen sei nichts davon mitgeteilt worden. Hätten sie etwas so Brisantes gehört, hätte es ihre Aufmerksamkeit erhalten. Nach dem Treffen habe der Stab beim Pentagon Dokumente über das Programm angefordert, erhalten und der Kommission weitergegeben.
Stabmitglieder planten, ihre Notizen über das Informationstreffen zu Able Danger vom Oktober 2003 aus dem Nationalarchiv der USA zu holen. Sie wollten überprüfen, ob Able Danger über ein Jahr vor den Anschlägen tatsächlich vier spätere Flugzeugentführer entdeckt hatte. Lee H. Hamilton, ehemals Vizepräsident der 9/11-Kommission, wollte aufklären, ob Offiziere der Defense Intelligence Agency (DIA) von diesen al-Qaida-Aktivitäten in den USA wussten, aber darin versagten, deren Strafverfolgung zu veranlassen. Dies sollten US-Kongress und Pentagon gründlich untersuchen. Die 9/11-Kommission habe nichts von einer Überwachung Attas und seiner Zelle vor den Anschlägen erfahren. „Hätten wir das erfahren, wäre es offensichtlich der Hauptfokus unserer Untersuchung gewesen.“
Am 12. August 2005 gaben Thomas Kean und Hamilton, die beiden Vorsitzenden der 9/11-Kommission, eine Presseerklärung ab:
- Am 21. Oktober 2003 hätten Zelikow und zwei weitere Stabsmitglieder drei Mitarbeiter des DoD in Bagram getroffen. Einer habe sie über Able Danger informiert und gedrängt, alle Pentagondokumente darüber anzufordern. Er habe kritisiert, dass das Programm trotz wertvoller Erkenntnisse daraus geschlossen worden sei. Die am Folgetag angefertigten Notizen von diesem Treffen hätten Atta und andere spätere Attentäter nicht erwähnt und auf keine Vorkenntnisse im DoD von ihnen verwiesen. Kein Beteiligter erinnere sich, dass dergleichen bei dem Treffen erwähnt wurde.
- Am 6. und 25. November 2003 habe der Kommissionsstab per Brief alle seit Anfang 1998 erstellten Pentagondokumente zu allen auf al-Qaida bezogenen Plänen und zu Able Danger angefordert. Im Februar 2004 habe das Pentagon diese Dokumente teils übersandt, teils zur Einsicht freigegeben.
- Keins der erhaltenen Dokumente, darunter Grafiken von Terrornetzwerken, und keine Notiz von Stabsmitgliedern über die eingesehenen Dokumente habe den Namen Atta oder anderer Attentäter enthalten.
- Auf damalige Anfragen der Kommission hätten HPSCI und CIA keine Kenntnis von Able Danger gezeigt.
- Curt Weldon habe der Kommission 2004 Mängel der US-Geheimdienste mitgeteilt, dabei aber nicht behauptet, diese hätten Atta und seine Zelle vor den Anschlägen identifiziert.
- Anfang Juli 2004 sei ein Marineoffizier an die Kommission herangetreten: Er wolle sich über ein Data-Mining-Projekt befragen lassen, an dem er gearbeitet habe. Am 12. Juli 2004 habe der Offizier zwei Stabsmitgliedern, darunter Dieter Snell, mitgeteilt: Er habe im Frühjahr 2000 eine von einem inzwischen pensionierten Able-Danger-Mitarbeiter erstellte Karte mit Attas Namen und Foto gesehen. Atta sei darauf von Februar bis April 2000 als Mitglied einer al-Qaida-Zelle in Brooklyn geführt worden. Wie diese Mitgliedschaft zustande kam und wie das Able-Danger-Programm sie feststellte, habe er nicht erklärt. Belege dafür habe er nicht vorgelegt. Seiner Aussage zufolge hätten DoD-Juristen 2000 befohlen, Informationen über in den USA lebende Personen von der Grafik zu löschen, weil diese das Posse-Comitatus-Gesetz (kein Einsatz der US-Armee gegen Bürger in den USA) verletzen könnten. Er habe sich darüber vergeblich bei seinen Vorgesetzten im SOCOM beschwert.
- Die Kommission habe diese Aussagen mit allen sonstigen Informationen über Atta verglichen: Danach reiste dieser erst am 3. Juni 2000 in die USA ein und lebte nur kurze Zeit in New York. Deshalb habe man die Aussagen des Offiziers als nicht zuverlässig genug eingestuft, um den fast fertiggestellten Bericht zu revidieren oder weiter nachzuforschen.
- Kein Zeuge habe der Kommission Kontakte von Atta und Marwan al-Shehhi mit Khalid al-Mihdhar und Nawaf al-Hazmi von 1999 / 2000 mitgeteilt. Vielmehr zeigten alle Belege, dass diese beiden Paare frühestens ab Juni 2001 miteinander in Kontakt getreten seien.
- Die Kommission habe Able Danger in ihrem Bericht nicht erwähnt, weil das Programm damals noch geheim eingestuft gewesen sei und sich verglichen mit anderen politischen und militärischen Maßnahmen gegen al-Qaida nicht als historisch bedeutsam herausgestellt habe. Das Wissen über Able Danger sei in die Beschreibung der Geheimdienstaktivitäten vor 9/11 im Kommissionsbericht eingeflossen.[11]

Curt Weldon wies die Erklärung zurück. Die Kommission habe widersprüchlich reagiert und zuerst bestritten, über Able Danger informiert worden zu sein, dann bestätigt, sowohl von Able Danger als auch von Atta erfahren zu haben. Sie habe auch Dokumente des DoD dazu erhalten. „Die Informationen wurden ausgelassen, primär, weil sie es suspekt fanden, trotz der Unterrichtung durch zwei verschiedene Militäroffiziere im aktiven Dienst.“ Er werde so lange nachhaken, bis verständlich sei, warum das DoD von Able Danger aufgedeckte Informationen nicht an das FBI weitergeleitet habe und warum die 9/11-Kommission den Informationen zu Able Danger nicht nachgegangen sei.

### Aussagen Anthony Shaffers (15. August 2005)
Der Reserveoffizier Anthony Shaffer war von 1999 bis 2001 Verbindungsmann des Able-Danger-Teams zur DIA. Am 15. August 2005 trat er bei einer von Curt Weldon einberufenen Pressekonferenz als jener bislang anonyme Mitarbeiter hervor, der Weldon und einige Medien seit Juli über Able Danger informiert hatte. Er erklärte, er habe seine Anonymität wegen der enttäuschenden Presseerklärung der 9/11-Kommission aufgegeben, und bestätigte:
- Able Danger habe bis Mitte 2000 vier spätere Flugzeugentführer al-Qaidas identifiziert.
- Pentagonjuristen hätten das Team gezwungen, drei mit dem FBI vereinbarte Treffen  kurzfristig abzusagen, um befürchtete Vorwürfe gegen die militärische Überwachung von legal eingereisten Zivilisten zu vermeiden.
- Er habe einige 9/11-Kommissionsmitglieder im Oktober 2003 bei einem Privattreffen über die Entdeckung Attas durch Able Danger informiert.
- Weil er kein Analyst gewesen sei, wisse er nicht, woher die Information über Atta und andere in den USA befindliche al-Qaida-Mitglieder gestammt habe. Er wisse aber, dass Able Danger mit Suchmaschinen wie LexisNexis öffentlich zugängliche Einreise- und Einwanderungsdaten ausgewertet habe.
- Die Kommission hätte die Nichtweitergabe dieser Information untersuchen müssen. Dass sie die militärische Überwachung von al-Qaida-Mitgliedern vor 9/11 für historisch unbedeutend hielt, sei nicht glaubhaft.

Shaffers Anwalt Mark Zaid befürchtete Rache-Aktionen des DoD gegen Shaffer. Man habe seine Sicherheitsfreigabe im März 2004 mit lächerlichen Vorwänden aufgehoben; darum besitze er keine Aufzeichnungen über seine Angaben.

### Weitere Zeugenaussagen (ab 22. August 2005)
Offizier Scott Phillpott, der frühere Leiter des Able-Danger-Teams, hatte im Juli 2004 vor der 9/11-Kommission ausgesagt. Am 22. August 2005 bestätigte er gegenüber US-Medien: „Atta wurde von Able Danger im Januar-Februar 2000 identifiziert.“ Darüber habe er seine militärischen Vorgesetzten im  Heeresamt, im SOCOM, in der DIA und die 9/11-Kommission gleichlautend informiert. Details des Programms könne er nur innerhalb der Befehlskette der Armee aufdecken.
Zwei weitere Mitarbeiter Able Dangers widersprachen im August 2005 öffentlich den Dementis des DoD und der 9/11-Kommission. Sie hätten keine Ergebnisse aufzeichnen oder kopieren dürfen, so dass sie nur ihre Erinnerungen vorweisen könnten. James D. Smith, ein ziviler Vertragspartner des DoD, erklärte am 22. August 2005 gegenüber Fox News: Er habe der Regierung über Able Dangers Projektkosten berichtet, die Informationsquellen dafür koordiniert und einige Grafiken dafür hergestellt. Darunter sei eine globale Karte zu Al-Qaida mit Attas Namen darauf gewesen; zudem habe er damals eine Fotografie Attas gesehen. Atta sei der Einheit durch die Verbindungen von Omar Abdul Rahman bekannt geworden, einem Täter des ersten Anschlags auf das World Trade Center von 1993. Am 26. August 2005 bekräftigte Smith bei einer von Weldon veranlassten Pressekonferenz: „Ich bin absolut sicher, dass er [Atta] auf unserer Karte war, unter anderen Bildern und Verbindungen, die wir verfolgten, hauptsächlich solchen von Zellen in New York City.“ Man habe 30 bis 40 bezahlte Informanten mit starken Kontakten in den Mittleren Osten gehabt. Das Foto von Atta habe man aus Übersee erhalten.
Am 15. September 2005 gab Weldon bekannt, er habe den Mitarbeiter ausfindig gemacht, der den Befehl zur Zerstörung von 2,5 Terabyte an Able-Danger-Daten erhalten habe. Armeeoffizier Eric Kleinsmith war Leiter der Intelligenzabteilung von LIWA bis Februar 2001. Er sagte bei der Anhörung des US-Senats am 21. September 2005: Er habe im Mai und Juni 2000 alle geheimen und nichtgeheimen Daten und Grafiken von Able Danger auf Befehl von Tony Gentry vom United States Army Intelligence and Security Command gelöscht.

### Erklärung des DoD (1. September 2005)
Am 1. September 2005 gab das DoD Ergebnisse seiner dreiwöchigen internen Nachforschung zu Able Danger heraus.
- Man habe intensiv Aktenbestände aller mit Able Danger befassten Organisationen durchsucht, nicht nur die an die 9/11-Kommission 2004 übersandten Akten, und 80 direkt oder indirekt Beteiligte befragt. Einige dieser Interviews würden noch fortgesetzt.
- Zusätzlich zu Anthony Shaffer und dem damaligen Teamleiter Scott Phillpott hätten drei der befragten Zeugen ausgesagt, sie hätten unter den Able-Danger-Funden eine Karte mit einem Foto oder einer Erwähnung Attas gesehen.
- Man habe zwar eine Karte mit den Verbindungen von al-Qaida-Angehörigen gefunden, aber keine mit Attas Foto und Namen darauf.
- Denkbar sei, dass die Karte wegen der damaligen strengen Regeln zum Schutz von US-Bürgern zerstört wurde. Hinweise auf eine Rechtsanweisung zur Zerstörung solcher Daten habe man aber nicht gefunden.
- Able Danger habe von Oktober 1999 bis Januar 2001 bestanden. Es sei weder für speziellen Datenzugang, Zielerfassung von Individuen, Täuschung und Tarnung noch als besondere Militäreinheit eingerichtet worden. Es habe nur Schwachstellen der Kontakte in und zwischen Zellen von al-Qaida ermitteln sollen und sei nie über ein Planungsstadium hinausgekommen. Nach Übergabe eines Plans zum Umgang mit den ermittelten Schwachstellen an den Generalstab sei das Programm ausgelaufen.[18]

### Andrew C. McCarthy (8. Dezember 2005)
Am 8. Dezember 2005 veröffentlichte der ehemalige stellvertretende US-Bundesstaatsanwalt Andrew C. McCarthy (Republikaner) eine scharfe Kritik an der 9/11-Kommission:
- Sie habe die Information Able Dangers zu Atta und vielleicht weiteren späteren Flugzeugentführern bewusst ignoriert. Ihr Bericht erwähne kein Wort davon und blende eigenes Versagen aus.
- Ebenso habe sie die Barriere gegen Informationsweitergabe verharmlost, die Kommissionsmitglied Jamie Gorelick 1995 als Generalstaatsanwältin errichtet habe. Obwohl diese „Wand“ das größte Einzelhindernis gegen kompetente Informationsanalyse gewesen sei, habe die Kommission sie als irrelevant abgetan und nur auf zwei Seiten ihres Berichts behandelt.
- Lee Hamiltons widersprüchliche Angaben, man habe der Kommission die Funde von Able Danger vorenthalten, dann, sie habe das Programm wegen fehlender Belege für jene Grafik mit Attas Foto und Namen für unwichtig gehalten, seien unglaubwürdig, weil ein ausführend Beteiligter die Zerstörung von Daten Able Dangers inzwischen vor dem Rechtsausschuss des Senats beeidet habe. Der Verweis auf das Fehlen der Grafik lenke von glaubwürdiger Erinnerung an die Informationen ab, die die Grafik veranschaulichen sollte.
- In jedem Fall habe die Kommission nur ein Prozent aller Zeugen zu Able Danger befragt und deren Aussagen zudem vollständig ausgelassen. Sie habe nicht einmal einen Dissens über den Wert dieser Aussagen mitgeteilt.
- Indem sie nur ihre eigene Version der Vorgänge vor 9/11 dargestellt habe, habe sie ihren Auftrag verraten, alle, auch die strittigen Fakten zu diesen Vorgängen wiederzugeben.

Es sei daher an der Zeit, im Anschluss an den früheren FBI-Direktor Louis Freeh Antworten auf folgende Fragen zu verlangen:
- Was entdeckte Able Danger?
- Warum habe das Pentagon Information zur möglichen Identifikation von Ausländern als Terroristen unterdrückt, obwohl seine Regeln ausdrücklich die Bewahrung und Weitergabe solcher Informationen an relevante Regierungsbehörden erlaubt hätten?
- Zerstörte die DIA gemäß der eidlichen Aussage eines Able-Danger-Mitarbeiters im Frühling 2004 Kopien von Able-Danger-Daten, lange nach Beginn der 9/11-Untersuchung und dem Antrag der Kommission auf Übergabe relevanter Dokumente?
- Wenn Able Danger vor allem Daten öffentlicher Quellen gesammelt habe, warum erlaube das Pentagon keine öffentliche Aussage der Zeugen für die Identifikation Attas vor 9/11?
- Falls die Able-Danger-Information so sensibel und geheim sei, um das Aussageverbot zu rechtfertigen, wo seien dann die erforderlichen Zertifikate für die Zerstörung von Geheiminformationen?
- Gebe es eine Verbindung zwischen der kürzlichen Entlassung Shaffers durch das Pentagon und seinem Gang an die Öffentlichkeit als erster Able-Danger-Mitarbeiter?
- Warum habe die 9/11-Kommission der Öffentlichkeit die Dokumente in ihrem Besitz vorenthalten, die ihrer Schlussfolgerung widersprachen, Atta sei den US-Geheimdiensten vor 9/11 unbekannt gewesen?
- Welche Folgeermittlungen habe die Kommission nach den Aussagen von zwei Able-Danger-Zeugen vor ihrem Stab unternommen?
- Warum habe die Kommission keine weiteren Able-Danger-Vertreter befragt, einschließlich der drei, die nun das Vorherwissen von Atta bestätigt hätten?[19]

## Untersuchungen

### Justizausschuss des Senats (21. September 2005)
Am 21. September 2005 hielt der Vorsitzende des Justizausschusses des Senats, Arlen Specter, eine Anhörung, um die Fakten um Able Danger zu untersuchen. Lt. Col. Shaffer und vier weitere Mitglieder des Able-Danger-Teams wurden vom Verteidigungsministerium angewiesen, nicht auszusagen. Senator Specter entschied sich, trotzdem mit den Anhörungen fortzufahren.
Senator Specter fragte sich, ob der Posse Comitatus Act der Grund für die Anwälte des Verteidigungsministeriums gewesen war, die Weitergabe der Able-Danger-Daten an das FBI zu untersagen. Der Posse Comitatus Act schützt das Militär vor Eingriffen der Justizvollzugsbehörden, einschließlich das Sammeln von Informationen über US-Bürger, auch wenn die Ausländer keine Bürger der Vereinigten Staaten waren. Im Namen von Lt. Col. Shaffer bezeugte der Anwalt Mark Zaid: „Die innerhalb Able Danger waren sich sicher, dass sie keine Informationen über US-Personen erarbeiteten. Es waren potentielle Personen, die zu US-Bürgern Verbindungen hatten.“
Zaid beteuerte, auch im Namen seiner Klienten:
„Lassen sie mich zwei spezielle Gegenstände zur Verdeutlichung unterstreichen, weil diese verzerrt wurden und fälschliche Kritik von einigen erhalten haben. Zu keiner Zeit hat Able Danger Mohammed Atta als physisch präsent in den Vereinigten Staaten identifiziert. Keine zu dieser Zeit erhobenen Informationen konnten irgendwen glauben lassen, dass kriminelle Aktivitäten stattgefunden haben oder spezielle terroristische Aktivitäten geplant wurden. Nochmals, die Identifikation der vier 9/11-Entführer kam nur durch verbindende Aktivitäten zustande. Diese Verbindungen konnten komplett harmlos oder unheilvoll sein. Es war unmöglich, zu sagen, welche nicht geheime Arbeit von Able Danger nicht auf diese Frage gerichtet war.“
Weiterhin fügte er hinzu:
„Unglücklicherweise sind wir uns nicht der Existenz eines Diagramms mit Mohammed Attas Namen oder Bild bewusst. Die Kopien, welche im Besitz der US-Army gewesen wären, wurden anscheinend bis zum März 2001 zerstört. Die Kopen in Lt. Col. Shaffer's Akten wurden etwa bis zum Februar 2004 von der CIA zerstört. Die Zerstörung dieser Akten ist ein wichtiges Element dieser Geschichte, und ich ermutige das Komitee, dem weiter nachzugehen. Es würde zeigen, besonders weil das Verteidigungsministerium den Personen, die in Able Danger involviert sind, heute das Aussagen strikt verweigert, dass eine quertreibende Einstellung existiert. Die Frage für dieses Komitee ist, zu untersuchen, wie weit sich diese Position ausdehnt und warum.“

Der ehemalige Army-Major Erik Kleinsmith, ehemals Kopf des Land Warfare Analysis Departement des Pentagons, sagte bei der Anhörung aus, dass er angewiesen wurde, die mit Able Danger in Verbindung stehenden Daten und Dokumente im Mai und Juni 2000 zu vernichten. Auf die Frage hin, ob die Informationen den Angriff am 11. September 2001 hätten verhindern können, antwortete er, dass er das nicht spekulieren würde, die Informationen aber nützlich gewesen wären.
Weldon wiederholte seine bisherigen Vorwürfe. In einer Rede vor dem Repräsentantenhaus im Oktober 2005 fasste er sie zusammen und erweiterte sie:
- Das Able-Danger-Programm habe im Januar und Februar 2000 die Brooklyn-Zelle von al-Qaida mit vier der späteren 9/11-Entführer entdeckt, darunter Mohammed Atta.
- Das Able-Danger-Team habe im September 2000 dreimal versucht, das FBI über diese Zelle zu informieren. Juristen des Pentagon hätten die Weitergabe der Information an das FBI untersagt.
- Der Offizier Anthony Shaffer, führender Mitarbeiter im Able-Danger-Team, habe dem Leiter der DIA im September 2000 eine Disk mit Fotografien und anderen Daten von Atta und anderen Mitgliedern der Brooklyn-Zelle gezeigt. Der DIA-Leiter habe die Annahme der Information verweigert und das Treffen abgebrochen. Später habe er das Treffen bestritten, obwohl es Zeugen dafür gebe.
- Im Sommer 2000 habe das Pentagon die Daten des Able-Danger-Programms zerstört. Dies sei nur wenige Tage nach einer Anfrage des SOCOM nach diesen Daten geschehen, um dem SOCOM keinen Zugang dazu zu gewähren. Die offizielle Begründung, Daten über US-Bürger hätten vorschriftsmäßig nach 90 Tagen zerstört werden müssen, sei falsch. SOCOM-General Hugh Shelton sei noch im Januar 2001 drei Stunden lang über Able Danger informiert worden.
- Louis Freeh, der gegenwärtige FBI-Direktor, habe bestätigt, dass das FBI die Anschläge vom 11. September mit den Informationen von Able Danger hätte verhindern können.
- Die 9/11-Kommission habe Able Danger und dessen Entdeckung der Brooklyn-Zelle ignoriert, weil jemand vom Kommissionsstab aus unbekannten Gründen entschieden habe, diese Informationen nicht weiterzuverfolgen.
- Im August und September 2005 hätten mehrere frühere Mitarbeiter des Able-Danger-Teams ihm, Weldon, diese Geschichte bezeugt. Daraufhin habe die DIA den Teammitarbeitern verboten, darüber mit US-Abgeordneten und Medien zu sprechen.
- Die DIA versuche seither, Karriere und Ruf von Anthony Shaffer zu zerstören. Sie behaupte, seine Aufzeichnungen seien unglaubwürdig. Sie habe ihn suspendiert und ihm die Aussagegenehmigung einen Tag vor seiner geplanten Aussage vor dem Rechtskomitee des Repräsentantenhauses entzogen. Nun wolle sie ihm die Pension entziehen, ohne ihn zu entlassen.
- Ein weiteres leitendes Teammitglied von Able Danger habe bezeugt, er habe den Namen Mohammed Attas auf Pentagondokumenten vom Januar 2000 gesehen. Er wisse, dass 20 Bundesbehörden 1999 und 2000 Daten über Able Danger gesammelt hätten, die möglicherweise heute noch vorhanden seien. Eine 90-Tage-Frist zum Behalten dieser Daten habe das Pentagon nicht geltend gemacht.
- Die Unterdrückung dieser Informationen habe die CIA veranlasst, um von ihrem Versagen, die Anschläge zu verhindern, abzulenken. Dies müsse ohne Verschwörungstheorien dringend aufgeklärt werden.[25]

Weldon forderte eine neue Untersuchung bezüglich der Vorfälle um Able Danger und nannte die Maßnahmen des DoD zu Shaffer eine „bewusste Kampagne des Rufmords“.
Shaffer berichtete von einer Abwehrhaltung der Central Intelligence Agency (CIA) gegenüber Able Danger, mit dem Hintergrund, dass Able Danger zu sehr in den Bereich der CIA eingreife. Laut Shaffer sagte der CIA-Repräsentant: „Ich verstehe vollkommen. Wir sind hinter der Führung her. Ihr Jungs seid hinter dem Körper her. Aber das spielt keine Rolle. Das Endresultat ist, dass die CIA euch niemals die besten Informationen von der „Alec Station“ oder von irgendwo anders hergeben wird. Die CIA wird euch das niemals liefern, denn wäret ihr erfolgreich bei dem Unternehmen, Al-Qaida zu identifizieren, würdet ihr uns die Show stehlen. Deswegen werden wir das nicht zulassen.“

### Ausschüsse für strategische Kräfte und Terrorismus (15. Februar 2006)
Weldon bekräftigte auf einer Pressekonferenz am 14. Februar 2006: Er glaubte, dass Able Danger Mohammed Atta insgesamt 13 mal vor 9/11 identifiziert habe. Auch einen möglichen Anschlagsplan im Jemen, zwei Wochen vor dem Anschlag auf die Cole am 12. Oktober 2000, habe das Programm entdeckt. Nicht alle Able-Danger-Daten seien zerstört worden. Er stehe in Kontakt mit Leuten aus der Regierung, die immer noch die Möglichkeit des Data-Minings besäßen. Able Danger habe noch vor zwei Wochen Informationen in Pentagonakten gefunden. Ein General sei anwesend gewesen, als diese Akten aus dem Aktenschrank geholt wurden.
Am 15. Februar fand ein Treffen zwischen dem Subcommittee on Terrorism, Unconventional Threats and Capabilities (Übersetzung etwa: Subkomitee für Terrorismus, unkonventionelle Bedrohungen und Fähigkeiten) und dem Subcommittee on Strategic Forces (etwa: Subkomitee für strategische Kräfte) statt, um das Able-Danger-Programm zu diskutieren.

### Bericht des Generalinspektors (18. September 2006)
Am 18. September 2006 veröffentlichte das Büro des stellvertretenden Generalinspektors für Untersuchungen einen Bericht, in dem steht, dass Shaffer freigestellt wurde und, dass die Crew, welche für die Entwendung jeglicher geheimen Dokumente von seinem Büro verantwortlich war, verhindern wollte, dass er sie mit nach Hause nahm, herausfand, dass er keine Able-Danger-verwandten Dokumente hatte, von denen er behauptete sie zu haben. Und abgesehen von der Tatsache, dass die Armee ihn von allem Fehlverhalten in den Beschuldigungen befreite, „DIA-Offizielle Aktionen unternommen haben würden, LTC Shaffers Zugang und Sicherheitsfreigabe zu entziehen, ohne Rücksicht auf seine Offenlegungen gegenüber dem DIA-Generalinspektor, Mitgliedern der 9/11-Kommission, Mitgliedern des Kongresses oder den Medien.“

### Senate Select Committee on Intelligence (Dezember 2006)
Im Dezember 2006 kam eine Untersuchung des United States Senate Select Committee on Intelligence zu dem Ergebnis, dass diese Behauptungen nicht bestätigt werden konnten. Man gab an, dass die Untersuchungskommission keine bestätigenden Beweise hinsichtlich „einer der beunruhigendsten Behauptungen bezüglich der Terroranschläge des 11. Septembers“ finden konnten. Der Bericht des Senate Intelligence Committee stellt eine fast wortwörtliche kopierte Version des vom Generalinspekteur des Verteidigungsministeriums veröffentlichten Berichtes über Able Danger im September 2006 dar.
- Das Anti-Terroristen Programm, Able Danger, identifizierte weder Mohammed Atta, noch irgendeinen anderen 9/11-Terroristen vor den Anschlägen des 11. Septembers.
- Mitgliedern von Able Danger wurde nicht verboten, Geheimdienstinformationen mit anderen Justizvollzugsbehörden zu teilen oder anderen Behörden, die aufgrund dieser Informationen hätten handeln können. Vielmehr hat Able Danger keine verfolgbaren Geheimdienstinformationen geliefert.
- Die Zerstörung der Able-Danger-Dokumentationen bei LIWA und Garland war angemessen und im Einklang mit geltenden Vorschriften.
- Das Able-Danger-Programm wurde nicht frühzeitig beendet. Es wurde abgeschlossen, nachdem sein Ziel erreicht wurde. Seine Arbeitsergebnisse wurden in nachfolgenden Bemühungen zur Sammlung von Geheimdienstinformationen bei USSOCOM verwendet.[34]

## Rezeption

### „Zwei-Attas“-Theorie
Mickey Kaus von Slate.com, bezogen auf Tom Maguires „Zwei-Atta“-Theorie, spekuliert, dass
„der 'Atta', der von Able Danger erfasst wurde, in Wahrheit der erste 'Abu Nidal' Atta war und nicht der zweite 9/11 'Al-Qaida' Atta“ und, dass dies womöglich helfen könnte dieses Able-Danger-Problem zu lösen. Snopes.com klärte über eine weitverbreitete E-Mail auf, worin behauptet wurde die beiden Attas wären dieselben.
Eine andere Version der „Zwei-Atta“-Theorie von Kaus besagt, dass Umar Abd ar-Rahman einen Mitarbeiter hatte mit dem Namen Mohamed El-Amir (ein Name, der manchmal von Atta benutzt wurde), es sich aber hierbei nicht um den Mohamed Atta handelte, der in die Flugzeugentführung vom 11. September verwickelt war.
Broeckers/Hauss beschrieben in ihrem Buch die Existenz von zwei Attas, zwei Jarrahs, zwei Hanjours und al-Shehhis.
Das Verteidigungsministerium veröffentlichte einen Bericht bezüglich des Problems der zwei möglichen Personen mit dem Nachnamen 'Atta' und erklärte, dass es um einen Schreibfehler handelte.
Als wir die INS-Aufzeichnung durchsahen, schien es als, gäbe es zwei Einreisen von Atta in die Vereinigten Staaten am 10. Januar 2001, was sofort die Frage aufwarf, ob Atta zweimal am selben Tag einreiste, oder eine andere Person, die sich als Atta ausgab, ebenfalls am 10. Januar 2001 einreiste. Der NIIS-Ausdruck für die erste Einreise zeigt, dass Atta mit einer Aufenthaltsgenehmigung vom 10. Januar 2001 bis zum 8. September 2001 (Einreisenummer 68653985708) einreiste. Die zweite Aufzeichnung zeigt eine zweite Einreise am 10. Januar 2001, mit einer Aufenthaltsgenehmigung vom 10. Januar 2001 bis zum 9. Juli 2001 (Einreisenummer 10847166009). Dies geschah, weil der Inspektor beim Miami District Office, welcher Attas Einreisedatum änderte, sich nicht an die ordnungsgemäße Prozedur hielt, die sicherstellt, dass der vorherige Eintrag korrigiert und der ein neuer Eintrag im NIIS erstellt wird. Der Inspektor schickte den alten I-94 und den korrigierten I-94 zu dem Unternehmer, welcher die I-94er-Daten für das INS eingibt. Am 2. Mai 2001 wurden Attas Daten eingegeben und ins NIIS hochgeladen, als wäre es ein neuer Eintrag für Atta. Dies passierte, weil der Inspektor einen neuen I-94 mit einer neuen Einreisenummer ausstellte. Um das Auftreten von zwei Einträgen im NIIS zu verhindern, hätte der Inspektor die Einreisenummer im neuen I-94 durchstreichen und eine Referenz zur vorherigen Einreisenummer machen sollen, sowie vermerken, dass es keine neue Einreise war.
Es sei angemerkt, dass der IG-Bericht bei Lt. Col. Shaffer und anderen Mitgliedern des Able-Danger-Teams, manche von ihnen wurde nie vom IG-Büro oder der 9/11-Kommission befragt, umstritten ist. Der Abgeordnete Weldon behauptet, dass der Bericht eine eilige, pfuscherhafte Untersuchung war, welche dazu dienen sollte die Akten zu schließen, anstatt die eigentlichen Fakten zu berichten.
Zum Beispiel wurde folgender Ansatz niemals verfolgt: „Normen Pentolino, Betriebsleiter beim Hollywood-Geschäft, sagte, zwei Kassierer erzählten dem FBI, dass sie Atta wiedererkannten, sich aber nicht sicher wären. Quellen innerhalb des Geschäftes berichteten, Atta hätte eine BJs-Kundenkarte für über zwei Jahre gehabt.“

### Das Timing
Kevin Drum, Redakteur bei The Washington Monthly, merkt an, dass die Berichte über das genaue Datum an dem die Informationen angeblich dem FBI zugespielt wurden, stark abweichen. Es ist sehr unwahrscheinlich, dass Able Danger vor dem Mai 2000 einen Terroristen mit dem Namen „Mohamed Atta“ identifizierte.
Seit 9/11 haben wir natürlich jeden Fetzen an Information über Mohamed Atta gesammelt, also wissen wir welche Informationen der „Able Danger Data Mining Operation“ zur Verfügung stand. Und was wir wissen ist, dass Mohamed Atta die erste E-Mail zu seinen Freunden in den Vereinigten Staaten im März 2000 schickte und sein erstes US-Visum am 18. Mai 2000 erhielt. Darüber hinaus war dies das erste Mal, dass er unter dem Namen „Mohamed Atta“ kommunizierte. Sein ganzer Name ist „Mohamed Mohamed el-Amir Awad el-Sayed Atta“ und vor 2000 nannte er sich „Mohamed el-Amir“.

### Nachfolgeprojekt
Der Autor Patience Wait berichtete, dass 2005 möglicherweise ein Folgeprojekt, finanziert und implementiert von der United States Intelligence Community, unter dem Namen Able Providence gestartet wurde.

### Film
Der Independentfilm Able Danger von 2008 (Drehbuch: Paul Krik) spielt in Brooklyn: Ein Café-Besitzer erhält eine CD, die eine Verbindung zwischen der CIA und den Angriffen des 11. Septembers beweist.